# Paraná Clube
Paraná Clube är en fotbollsklubb från Curitiba i delstaten Paraná i Brasilien. Klubben grundades den 19 december 1989 och spelar i rött, blått och vitt. Klubbens hemmaplan är dels Estádio Vila Capanema, med en kapacitet på 20 000 åskådare, samt Estádio Vila Olímpica, som tar 18 500 åskådare vid fullsatt. Den senare används enbart för träning.

## Historia
Paraná Clube grundades den 19 december 1989 efter en sammanslagning av Esporte Clube Pinheiros (vinnare av bland annat tre distriktsmästerskap) och Colorado Esporte Clube (vinnare av ett distriktsmästerskap). Klubbens första match spelades mot Coritiba, en match Coritiba vann med 1-0. Två år efter att klubben grundats vann Paraná sin första titel, efter att ha vunnit Campeonato Paranaense 1991. Därefter vann Paraná Clube fem distriktsmästerskap i rad, mellan åren 1993 och 1997.
1992 vann klubben sitt första nationella mästerskap, nämligen den näst högsta nationella serien (Campeonato Brasileiro Série B), vilket innebar att de gick upp till den högsta nationella divisionen, Série A. 2007 deltog klubben för första gången i Copa Libertadores och inledde med att slå ut Cobreloa från Calama i Chile och gick vidare till gruppspelet. Väl där kom de tvåa i gruppen och åkte sedan ut i åttondelsfinal mot Libertad från Paraguay. Klubben deltog även i Copa Sudamericana 2004 och 2006, men åkte ut i den första omgången de deltog i båda gångerna - och båda gångerna mot andra brasilianska lag.